# Torps säteri

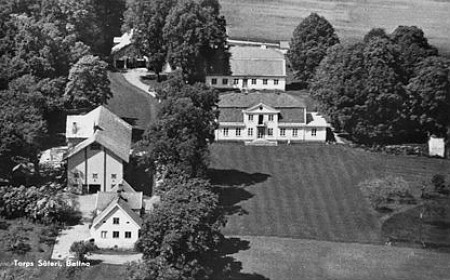
Torps säteri, flyglar och sädesmagasinet.

Torps säteri är en herrgård och ett tidigare säteri vid Torpfjärden i Husby-Oppunda socken, cirka 20 km nordväst om Nyköping i Södermanland.

## Historik

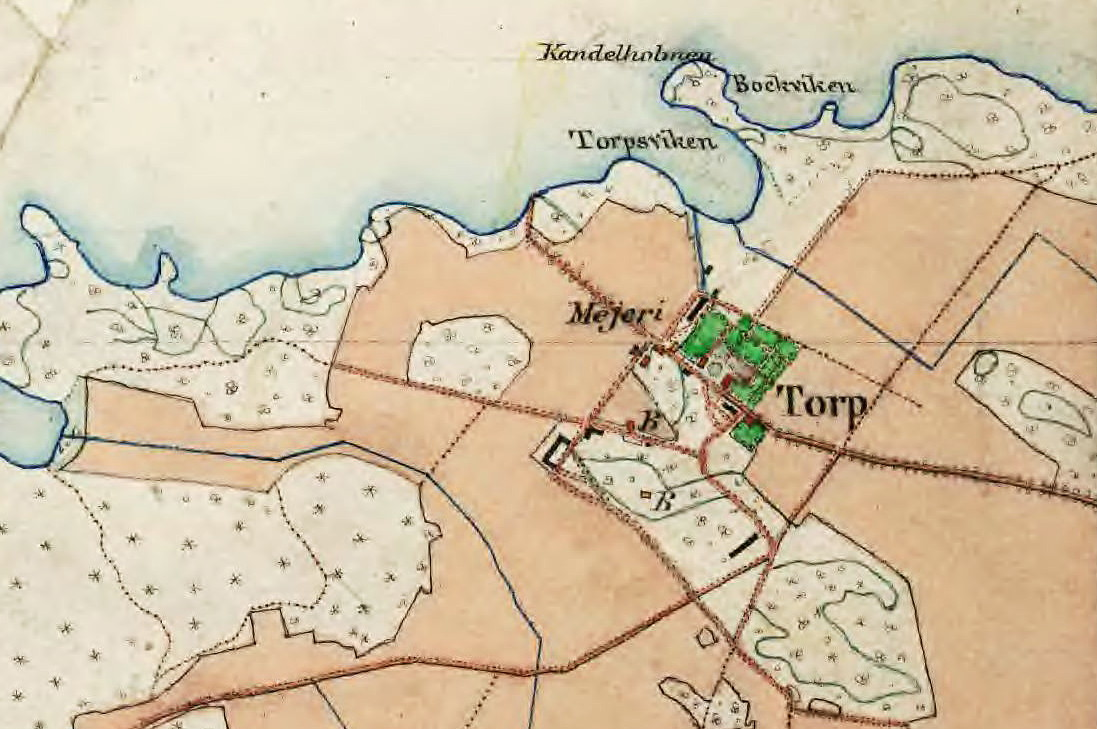
Torp på 1890-talet.

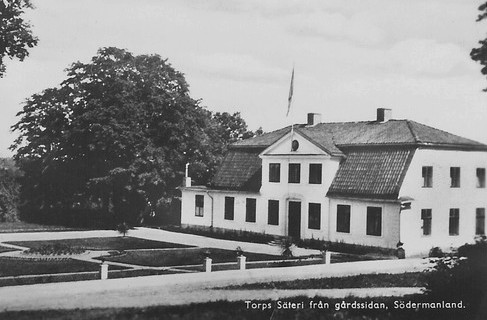
Torps östra flygel.

Torp blev på 1500-talet huvudgård för släkten Rosenhane. Den första var Jöran Johansson (1525-1576) som 1574 var ståthållare på Nyköpings slott och genom gifte med Märta Bölja blev ägare till Torp. Märta Bölja avled 1603 i pesten på Torp. Bland de mer kända innehavarna märks  Schering Rosenhane. Han dog i halsfluss på Torp 1663 och gravsattes i Husby-Oppunda kyrka. 
Som den store byggherren på Torp betraktas sonsonen Fredrik Bengt Rosenhane. Under hans tid införlivades Akalby, Gunnersta, Öksund med Torp. De båda flyglarna, som står på gamla grunder och källare nybyggdes. Det fanns även planer på att uppföra en ståndsmässig huvudbyggnad men de skrinlades sedan han fått det nya slottet färdigt på Tistad 1771 och yngsta sonen drunknat på Torp 1782. I djup sorg beslöt Fredrik Bengt Rosenhane att lämna Torp för att bosätta sig på Tistad slott. Den siste Rosenhane på Torp var Schering Rosenhane (1754–1812), hans syster Sofia Eleonora sålde Torp 1815 till Blechert Wachtmeister som sålde egendomen vidare till Per Jansson. Efter honom vandrade egendomen genom flera händer.
Under 1800-talets slut var Torp känt som mönstergård. Egendomen omfattade hela 22 mantal. Den gamla huvudbyggnaden revs på 1860-talet, och av virket uppfördes ett stort sädesmagasin (Rosenhanska magasinet). År 1918 såldes gården vidare till Sven Petter Svensson. 1939 blev veterinären Fredrik Norberg ägare av Torp för 515 000 kronor. Idag (2018) ägs Torp av Jacqueline Hellsten f.d. Norberg. Kvar finns de båda flyglarna från 1750-talet, av vilka den ena nu fungerar som manbyggnad.

## Verksamhet
Jordbruket på Torp drevs fram till 2015 tillsammans med granngårdarna Husby gård och Vevelsta genom driftbolaget Husby Oppunda Jordbruks AB. Nuvarande jordbruksarrendator är Ramsta gård i Husby-Oppunda. Det ombyggda sädesmagasinet från 1860-talet (Rosenhanska magasinet) används för olika evenemang.